# 東亞超級聯賽
東亞超級聯賽（英語：East Asia Super League），是一個在东亚以及菲律賓举办的地区性篮球联赛。该联赛于2017年以“超级8”赛会制季前联赛的名义举办，并于2023年首次举办主客场制的联赛制比赛。
该联赛目前共有来自台灣、日本、南韓、菲律賓、香港、澳門及蒙古的12支球队参加，未来参赛规模计划扩展至16支球队。

## 简介
东亚超级联赛的前身“亚洲联赛”（Asia League）由马特·拜尔（Matt Beyer）和亨利·科林斯（Henry Kerins）在2016年创立，其中马特担任首席执行官，科林斯担任首席财务官。
由于此前東亞和東南亞地區缺乏籃球俱樂部间的高水準國際比賽，因此马特在进行调研后认为该地区是區域俱樂部錦標賽的潛在市場，而东亚地区的约20亿人口也能够为联赛带来巨大的收益。最初设想中，亚洲联赛的模式与NBA夏季联赛类似，來自亞洲各頂級聯賽的的職業球隊将在各自联盟的正式赛季开始前进行锦标赛，由此可以避免各支球队的赛程与所在联盟的比赛相冲突。
亚洲联赛的首届赛事于2017年10月举办，但由于国际篮联认为“亚洲联赛”的名称与旗下已有的亚洲俱乐部赛事亚洲篮球俱乐部冠军杯产生冲突，因此亚洲联赛与国际篮联产生法律纠纷，最终该届比赛被重新命名为“超级8澳门篮球邀请赛”（The Super 8），共有8支球队参赛。2018和2019年，该锦标赛规模扩展至12支球队，同时被命名为“非凡12锦标赛”（The Terrific 12），亚洲联赛也于2019年正式更名为现今的“东亚超级联赛”。
2020年，由于COVID-19疫情原因，东超联赛原计划于该年9月举办的非凡12锦标赛被取消。同年8月，东亚超级联赛与国际篮联簽訂了为期10年的合作協議，東超联赛正式获得国际篮联的认可，并计划举办主客场制比赛，这使东超联赛成为东亚地区首個職業俱樂部聯賽。但因各种原因，主客场赛制的比赛一直未能真正实现，直至2023年3月才以“冠军周”的形式举办了首届主客场赛制的比赛。
未来，东超联赛计划在第三个赛季扩展至16支球队，并计划邀请更多国家和地区的球队参赛。

## 比賽

### 超級8
在2017年9月20日至24日，來自中國大陸、日本、韓國、臺灣的8支球隊在澳門新濠影匯角逐冠軍。經過五天的比賽後，來自日本B聯賽的千葉噴射機在主力控球後衛富樫勇樹發揮出色下在決賽擊敗來自中國大陸CBA浙江廣廈奪得冠軍，而季軍則由韓國KBL的高陽獵户座奪得。

### 超級8夏季聯賽
在2018年7月17日至22日，由澳門特別行政區政府體育局與亞洲聯賽聯合主辦的「超級8夏季聯賽」在澳門東亞運動會體育館舉行，賽事受FIBA國際籃聯認證，8支球隊分別為來自中國大陸CBA的廣州龍獅、新疆飛虎，日本B LEAGUE的福岡新銳，韓國KBL的仁川東土大象、首爾三星雷霆，菲律賓PBA黑水精英、NLEX公路勇士和臺灣的寶島夢想家。
由於賽事目的是模仿NBA夏季聯賽，提供青年球員鍛練的平台及讓球隊檢測隊內陣容，因此球隊只能派本土球員出場，外援並不允許出場。
來自的廣州龍獅的鞠明欣在決賽中14投10中，攻入25分，除了帶領廣州龍獅隊以78:72戰勝首爾三星雷霆, 更獲當選為賽事最有價值球員。至於第三名爭奪戰，韓國的仁川東土大象以67-62戰勝NLEX公路勇士奪得季軍。
除了常規賽事外，賽事舉行期間還舉行了兩項由FIBA國際籃聯認證的發展及交流項目——教練訓練營和FIBA國際籃聯精英裁判發展訓練營，也在澳門東亞運動會體育館進行。

### 非凡12
由澳門特別行政區政府體育局和亞洲聯賽舉辦的非凡12，在2018年9月18日至23日在澳門新濠影匯綜藝館舉行，12支來自CBA（中國大陸）、B LEAGUE（日本）、KBL（韓國）菲律賓、SBL（臺灣）和菲律賓的受邀球隊競逐冠軍，另外在9月21日休息日舉行亞洲聯賽音樂節兩場在澳門大學舉辦的展覽賽。
非凡12是亞洲聯賽推出的重磅季前賽，也是2017年9月亞洲聯賽首屆超級8的全面升級版。每組首名晉身準決賽。晉身準決賽的球隊分別為名古屋鑽石海豚、琉球黃金帝王、廣州龍獅和首爾三星雷霆。
最終在9月23日的季軍戰，由日本B LEAGUE名古屋鑽石海豚對戰南韓KBL首爾三星雷霆，首爾三星雷霆在在早段已經拉開比數，全場三分球18投12中的表現下，早早拉開領先，結果順利以105比92勝出，贏得非凡12季軍殊榮。
至於冠軍戰則由日本B LEAGUE的琉球黃金國王對陣中國大陸CBA廣州龍獅。全場比賽的比分十分緊湊，雙方多次互換領先位置，當琉球黃金國王在第四節打出一波10比0的攻勢之下把比分拉開至70-60，但廣州龍獅隨即打出1個10比0追平比分。琉球黃金國王的岸本隆一挺身而出，在最後1分14秒命中關鍵3分，全場3分9投6中，取得全隊最高21分，協助擊敗奪得非凡12的冠軍。岸本隆一也當選為賽事最有價值球員。

### 亞洲聯賽音樂節
亞洲聯賽音樂節是與非凡12賽事相結合的一場大型音樂盛典。

### 2023：東超冠軍周
2022年10月，東亞超級聯賽原计划举行首个赛季的主客场赛制联赛，8支參賽球隊分別为日本B联赛冠軍宇都宮皇者及亞軍琉球黃金國王、韓國KBL联赛冠軍首爾SK騎士及亞軍安養KGC、菲律賓PBA联赛冠軍生力啤酒人及亞軍菲律賓電信、台灣P. LEAGUE+冠軍臺北富邦勇士及由东超联赛官方运营的香港灣區翼龍。
在最初的主客场赛制计划中，8支球隊將分成2組，每組4支球隊，以循環賽的形式進行小組賽。2022年10月至2023年2月間，每支球隊都會和同組的其餘3支隊伍進行主客場比賽，每小組共6輪，合計24場小組賽比賽。每週三晚間將進行2場比賽。各小組排名前2位的球隊將晉級4強，最終獲得參加2023年3月舉行的4強賽及冠軍賽的資格。4強賽的對決將安排在周末進行，并将与音樂節以及球迷互動活動同时举办。但因疫情，2022/23赛季被迫延期，最终縮水为小組賽每隊只打2場、分組第1打冠軍賽與分組第2打季軍賽的冠軍周，比赛在日本举行。
A組第1輪，臺北富邦勇士69-94安養KGC，琉球黃金國王96-68生力啤酒人。A組第2輪，安養KGC142-87生力啤酒人，琉球黃金國王83-78臺北富邦勇士。比較得失分差，安養KGC前進冠軍戰，琉球黃金國王進入季軍戰。
B組第1輪，宇都宮皇者99-66菲律賓電信，首爾SK騎士92-84逆轉灣區翼龍。B組第2輪，菲律賓電信69-80首爾SK騎士，但賽前得失分居優勢的宇都宮皇者卻在拉鋸戰中90-96不敵灣區翼龍。首爾SK騎士前進冠軍戰，灣區翼龍進入季軍戰。
季軍戰，灣區翼龍憑藉較為出色的個人能力壓制琉球黃金國王，90-70收下季軍。冠軍戰形同KBL內戰，最終安養KGC以90-84擊退首爾SK騎士，算是報了上季冠軍戰落敗的一箭之仇。

### 2023-24賽季
2023年6月21日，宣布東超第2賽季的比賽時間是2023年10月11日至2024年3月10日，並公布分組結果。9月1日，香港的灣區翼龍，宣布解散球隊，並退出東超聯賽。同月5日，宣布台灣P. LEAGUE+亞軍新北國王，確定取代香港的灣區翼龍參加賽事。
最終由日本的千葉噴射機以72比69擊退南韓的首爾SK騎士拿下本季總冠軍，由富樫勇樹獲選MVP。

### 2024-25賽季
2024年8月14日，東亞超級聯賽宣布2024-25賽季參賽隊伍新增香港東方和澳門黑熊，從8隊增加到10隊。
最終由日本的廣島蜻蜓以72比68擊退台灣的桃園璞園領航猿拿下本季總冠軍，由德韦恩·埃文斯獲選MVP。

### 2025-26賽季
2025年1月24日，東亞超級聯賽宣布蒙古籃球聯賽冠軍將加入2025-26賽季，參賽隊伍增加到11隊。5月13日，東亞超級聯賽宣布第100屆天皇盃冠軍將加入2025-26賽季，參賽隊伍增加到12隊。7月24日，東亞超級聯賽宣布新北國王將加入2025-26賽季。

## 賽事結果
| 年份     | 賽事          | 冠軍戰       | 冠軍戰 | 冠軍戰         | 季軍戰             | 季軍戰 | 季軍戰         |
| 年份     | 賽事          | 冠軍         | 比分   | 亞軍           | 季軍               | 比分   | 殿軍           |
| 賽會制   | 賽會制        | 賽會制       | 賽會制 | 賽會制         | 賽會制             | 賽會制 | 賽會制         |
| -------- | ------------- | ------------ | ------ | -------------- | ------------------ | ------ | -------------- |
| 2017     | 超級8         | 千葉噴射機   | 83–73  | 浙江廣廈       | 高陽獵戶座         | 88–71  | 琉球黃金國王   |
| 2018     | 超級8夏季聯賽 | 廣州龍獅     | 78–72  | 首爾三星雷霆   | 仁川東土大象       | 67–62  | NLEX公路勇士   |
| 2018     | 非凡12        | 琉球黃金國王 | 85–76  | 廣州龍獅       | 首爾三星雷霆       | 105–92 | 名古屋鑽石海豚 |
| 2019     | 非凡12        | 遼寧飛豹     | 83–82  | 首爾SK騎士     | 浙江廣廈           | 91–89  | 生力啤酒人     |
| 2023     | 冠軍週        | 安養KGC      | 90–84  | 首爾SK騎士     | 灣區翼龍           | 90–70  | 琉球黃金國王   |
| 主客場制 |               |              |        |                |                    |        |                |
| 2023-24  | 2023-24       | 千葉噴射機   | 72–69  | 首爾SK騎士     | 安養正官庄赤紅火箭 | 78–76  | 新北國王       |
| 2024-25  | 2024-25       | 廣島蜻蜓     | 72–68  | 桃園璞園領航猿 | 新北國王           | 84–80  | 琉球黃金國王   |

## 外部連結
- 官方网站
- 東亞超級聯賽的Facebook專頁
- 東亞超級聯賽的Instagram帳戶
- YouTube上的東亞超級聯賽頻道